# Privilegium Othonis

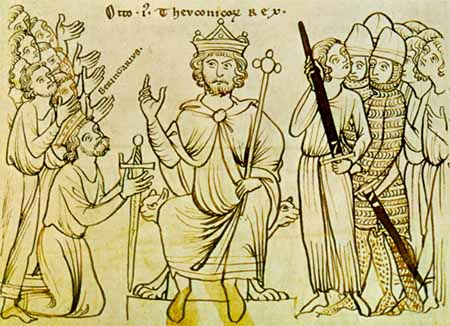
Ottone I imperatore del Sacro Romano Impero Germanico

Il Privilegium Othonis, detto anche Privilegium Ottonianum o Diploma Ottonianum (in italiano, rispettivamente: Privilegio di Ottone, Privilegio ottoniano e Diploma ottoniano) è un privilegio emesso a Roma il 13 febbraio del 962 da Ottone I, da poco incoronato imperatore del Sacro Romano Impero. In esso si stabiliva che l'elezione papale dovesse avvenire soltanto con il consenso dell'imperatore del Sacro Romano Impero e alla presenza di suoi rappresentanti.
L'autenticità del contenuto del documento, molto discussa, sembra certa, anche se la versione attualmente esistente, conservata nell'Archivio apostolico vaticano, sembra essere soltanto un duplicato dell'originale, che probabilmente è andato perduto.

## Situazioneante quem
Con le donazioni carolinge dell'VIII secolo la Santa Sede era diventata proprietaria di vasti territori, dall'Italia centrale alla Pianura Padana. Tuttavia, il controllo effettivo del papato sui propri territori fu tutt'altro che concreto, infatti alla metà del X secolo il pontefice controllava solamente l'area di Roma e alcune città del Lazio centro-settentrionale. Gli altri territori erano formalmente parte del Regnum Italicum, sotto la corona del sassone Ottone I dal 951. L'unico che poteva ristabilire le prerogative della sede apostolica era Ottone stesso. Nel 962 Papa Giovanni XII invitò Ottone a Roma. Il 2 febbraio Ottone venne incoronato imperatore del Sacro Romano Impero. Pochi giorni dopo i due stabilirono quali concessioni reciproche accordarsi.

## Contenuti
I due sovrani confermarono la validità della Constitutio romana del monarca carolingio Lotario I dell'824. Convennero quindi che l'elezione papale dovesse avvenire soltanto con il consenso dell'imperatore del Sacro Romano Impero e alla presenza di suoi rappresentanti; inoltre, Ottone attribuì a se stesso reali diritti di sorveglianza, anche militare, sulla città di Roma. Ottone si impegnava peraltro a riconoscere tutte le donazioni elargite da Pipino il Breve (la Promissio Carisiaca del 754), anche se i territori oggetto delle donazioni sarebbero rimasti sotto la tutela imperiale.

## Sviluppi
L'anno seguente, Giovanni XII tradì il patto di alleanza con l'imperatore. Scoperto, si diede alla fuga. Ottone convocò un sinodo in San Pietro. Al sinodo, che si tenne il 6 novembre, l'imperatore introdusse una clausola al Privilegium, secondo la quale nessun futuro papa avrebbe potuto essere eletto senza il beneplacito del sovrano regnante (mentre nella prima stesura del documento il beneplacito imperiale poteva giungere anche ad elezione avvenuta).

## La riconferma
Il Privilegium fu riconfermato attraverso il Diploma Heinricianum, stipulato il giorno di Pasqua del 1020 tra il papa Benedetto VIII (1012–1024) e l'imperatore Enrico II (1002–1024) a Bamberga, in occasione della visita del papa alla città.
Hanns Leo Mikoletzky lo definisce un "documento spesso sopravvalutato" e afferma che Enrico non sarebbe stato eccessivamente interessato dal problema delle sue numerose condizioni vincolanti. "Questo perché il contesto di questi privilegi va preso in forma rigida, la cui conferma era forse una questione di prestigio per il papato ma non più un obbligo esaltante per il sovrano di Germania. Il riconoscimento della proprietà della Chiesa e dei diritti che trovarono qui espressione sarebbe sicuramente stato preteso da parte della Curia in caso di emergenza sul piano di conferme precedenti senza questo gesto da parte di Enrico".

## L'abolizione del Privilegio
Nei decenni successivi alcuni pontefici, a partire da Leone IX, avviarono una riforma della Chiesa e, di conseguenza, si opposero al Privilegium, in quanto ne limitava l'autonomia. Esso fu abolito da Niccolò II: il papa emanò la bolla In nomine Domini (12 aprile 1059) con la quale venne stabilito che, da allora in poi, l'elezione del pontefice sarebbe stata una prerogativa esclusiva di un collegio di cardinali, riuniti in conclave. L'abolizione del Privilegio, confermata nel concilio di Melfi I (3-25 agosto 1059), fu uno dei motivi del duro scontro che contrappose la Chiesa e l'Impero dal 1076 al 1122 noto come lotta per le investiture.

## Pontefici nominati in base alPrivilegium Othonis
132. Leone VIII (963-64 e 964-65)

133. Giovanni XIII (965-972)

134. Benedetto VI (972-74)

135. Benedetto VII (974-983)

136. Giovanni XIV (983-84)

137. Giovanni XV (985-996)

138. Gregorio V (996-999)

Antipapa Giovanni XVI (997-98)

139. Silvestro II (999-1003)

149. Clemente II (1046-47)

151. Damaso II (luglio-agosto 1048)

152. San Leone IX (1049-1054)

153. Vittore II (1054-57)

155. Niccolò II (1058-1061).